# Synagogue d'Augsbourg

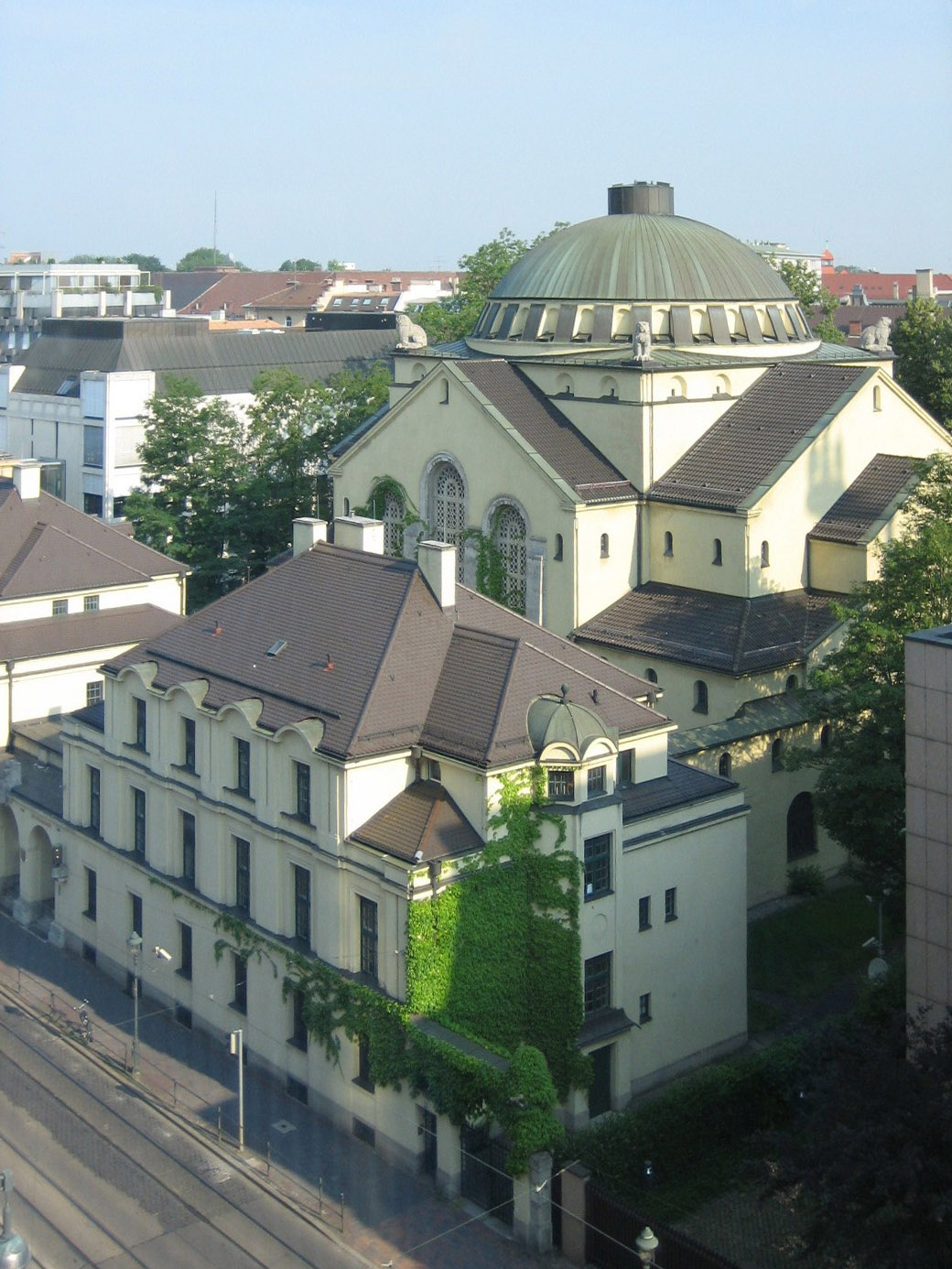
Synagogue d'Augsbourg.

La synagogue d'Augsbourg (capitale du district de Souabe ; Land de Bavière), construite au début du XXe siècle, est une des rares synagogues allemandes qui n'a pas été détruite pendant la période nazie. Elle a pu être restaurée et restituée à la communauté juive.

## Historique

### Avant l'arrivée du national-socialisme
Dans le courant de la deuxième moitié du XIXe siècle, le nombre d'habitants juifs d'Augsbourg augmente fortement en raison de l'immigration des juifs provenant des villages alentour et passe de 283 personnes en 1861 à 1 156 en 1895 avant de se stabiliser par la suite. En plus, à partir de 1873, les habitants juifs des faubourgs de Pfersee et de Steppach sont rattachés à la communauté d'Augsbourg très active socialement. Dans la vie économique de la ville, les juifs occupent une place importante, principalement dans la fabrication et le commerce des textiles, dans le commerce des produits coloniaux, des cuirs, du bétail et du houblon ainsi que dans la banque. Une grande partie des familles juives appartient à la classe moyenne et moyenne supérieure de la ville. Plusieurs avocats et médecins juifs se sont installés en ville.
En 1858, le banquier Isidor Obermayr achète pour 13 000 florins (guldens) une maison dans la Wintergasse et la communauté reçoit en 1861 l'autorisation du gouvernement d'y construire une synagogue. Dans le même bâtiment est prévu aussi un foyer socio-éducatif juif ainsi que les appartements du rabbin et des professeurs. La construction débute en mars 1864 et l'inauguration officielle a lieu le 7 avril 1865 par le rabbin D. Hirschfeld. Pour l'occasion les représentants des églises chrétiennes, du gouvernement royal, de la municipalité et des différents services publics sont présents et le discours du rabbin Hirschfeld est salué comme une représentation audacieuse de l'esprit libéral du judaïsme. La Gazette d'Augsbourg parle d'un discours « dont les mots réchauffent le cœur ».
À peine quelques années après, en raison de l'augmentation de la population juive, la synagogue s'avère trop petite et lors des fêtes, des offices doivent être célébrés dans des salles séparées. Dès les années 1890 on commence à parler d'une nouvelle synagogue, mais la décision de la construction de la nouvelle synagogue n'est prise définitivement qu'en 1900.
En 1903, la communauté fait l'acquisition d'un grand terrain situé dans l'Halderstrasse. Il faut encore attendre 1912 pour que soit lancé un concours d'architectes. Un jury composé de trois membres de la communauté juive et de quatre experts indépendants (deux professeurs de la Münchener Technischen Hochschule, l'architecte royal et l'architecte de la ville d'Augsbourg), sélectionne parmi 47 propositions les plans détaillés des architectes Fritz Landauer et D. Heinrich Lömpel.
La construction débute en 1914 sur le terrain de l'Halderstrasse, mais le déclenchement de la Première Guerre mondiale va retarder considérablement les travaux qui ne se termineront qu'en 1917, en raison du manque de personnel et de matériaux. Différents problèmes architecturaux doivent être résolus, comme l'intégration de la synagogue qui doit être orientée vers Jérusalem, dans le plan d'ensemble de la rue orientée d'est en ouest. En plus de la synagogue, il faut intégrer dans le terrain étroit et long, deux maisons d'habitation pour le personnel de la communauté et pour l'école israélite. Ces deux problèmes sont résolus en construisant les deux maisons, reliées entre elle par une salle avec des colonnes, directement sur la rue, et à l'arrière la synagogue perpendiculairement.
Derrière des grilles en fer forgé et une petite intercour, la synagogue s'élève éloignée des bruits de la rue. La synagogue est construite avec magnificence dans le style Jugendstil (Art nouveau) tardif tout en s'insérant parfaitement dans le style baroque de la ville. Elle aura coûté en tout 1 000 marks-or. Au-dessus du toit, de part et d'autre de la coupole, sont assis deux lions, symbole de la tribu de Juda. L'ensemble du bâtiment fait 27 mètres de long sur 27 mètres de large. La hauteur fait 27 mètres jusqu'au réverbère sur la coupole. La coupole a un diamètre de 16 mètres. La forme des fenêtres avec leur motif en filigrane de pierre et la forme de la coupole mettent en valeur son inspiration orientale. Presque 800 places sont disponibles pour les hommes et les femmes qui sont séparés. 

Sur la clé de voûte de la porte de la salle des colonnes, le sculpteur Walter Sebastian Resch a gravé la date 1298 avec une Étoile de David et les armes de la ville pour commémorer les relations plusieurs fois centenaires de la ville avec la communauté juive.
Dans la cour un bassin d'ornement en marbre supporté par des corps d'animaux est alimenté par une source. Une sentence en hébreu sur le socle mentionne « Que tous ceux qui sont assoiffés viennent, ici coule la source ». On passe alors dans un vestibule où un escalier permet aux femmes d'accéder aux galeries, tandis que les hommes pénètrent dans la grande salle. La lumière provient de façon diffuse de la coupole et des petites fenêtres aux verres colorés où est utilisé pour la première fois du béton armé à la place du plomb employé dans la technique munichoise traditionnelle des vitraux. La synagogue a six fenêtres d'arc en plein cintre ainsi que 28 fenêtres découpées dans la voûte de la coupole. Le soir, des rangées de lampes à incandescence éclairent la coupole et les quatre grandes lampes sphériques avec leurs 96 sources lumineuses représentent le firmament.
Les galeries des femmes sont portées par d'élégantes colonnes en marbre noir rehaussé de mosaïques et de laiton brillant. Les sièges dans la salle principale comme dans les galeries sont orientés vers le mur oriental et l'Arche sainte en marbre violet. Celle-ci abrite les rouleaux de la Torah luxueusement protégés. La synagogue d'Augsbourg hébergera jusqu'à 40 rouleaux de la Torah. Un escalier avec balustrade en marbre ajouré conduit à la chaire du sermon. Deux piliers majestueux flanquent le mur, couronnés par des chandeliers à sept branches. Un orgue est installé contre le mur oriental. Les balustrades des galeries sont ornées d'allégories multicolores représentant les douze tribus d'Israël. Les murs sont recouverts de mosaïques dorées et colorées.
Les habitations du rabbin et du chantre, les locaux administratifs et l'école ainsi qu'une petite salle de prière pour les jours ouvrables sont situés dans les deux bâtiments donnant sur la rue.
Le 4 avril 1917 dans la matinée, le nouveau bâtiment, heureuse fusion des formes maures-byzantines et du style moderne augsbourgeois est solennellement livré et dédié à sa vocation religieuse en présence de très nombreuses personnalités des différents services publics de l'État, de la municipalité, des armées, et des différentes religions : le président du gouvernement, le maire, le général commandant la division, le président de la cour d'appel, l'abbé bénédictin, le doyen de l'église protestante et les rabbins de Munich et de Nuremberg, etc. 

Après de nombreux discours, les clefs sont remises aux deux architectes qui fiers du travail terminé les remettent au président de la communauté. Le conseiller à la cour attire alors l'attention sur la paix confessionnelle, qui unit les catholiques, les protestants et les juifs à Augsbourg. Une prière est alors faite pour la patrie et pour le roi  Louis III « afin qu'il puisse jouir des fruits de son activité bienfaisante dans la paix bientôt retrouvée ». Puis les clefs sont remises au maire de la ville qui assure que le bâtiment est mis sous la protection de la ville.
Après l'inauguration de la nouvelle synagogue, la vieille synagogue dans la Wintergasse est fermée. Le bâtiment est reconstruit et utilisé comme chapellerie. Il sera complètement détruit lors de la Seconde Guerre mondiale.
Mais la nouvelle synagogue dans l'Halderstraße ne servira que seulement 21 ans comme Maison de Dieu de la communauté juive.
Vers 1925, la communauté juive se compose d'environ 1 100 personnes soit à peu près 0,7 % de la population totale d'Augsbourg. En 1932-1933, 150 enfants suivent des cours d'initiation religieuse.

### La période nationale-socialiste
En 1933, lors de l'arrivée au pouvoir du parti national-socialiste, Augsbourg compte 1 030 habitants juifs. Pour eux, c'est le début des brimades, des privations de droit et des expropriations. De mars 1933 à novembre 1938, 52 sociétés juives sont liquidées à Augsbourg sous la menace et le boycottage et 49 « aryanisées ». Fin 1938, en quelques mois disparaît la totalité des sociétés, des maisons de commerce de gros, des cabinets d'avocats et de médecins encore détenus par des juifs. En janvier 1939, toutes les sociétés juives sont fermées par ordre du préfet. Seul reste ouvert un café juif, réservé évidemment uniquement pour les juifs.
Si de nombreuses familles ont réussi à émigrer avant 1938 principalement vers les États-Unis, environ 450 habitants juifs sont déportés d'Augsbourg vers le ghetto de Riga, Theresienstadt et Auschwitz dans sept convois.
Lors des pogroms de la nuit de Cristal du 9 au 10 novembre 1938, une trentaine de membres du parti national-socialiste pénètre dans la synagogue, la pille et y mette le feu. Heureusement les habitants voisins, de peur que le feu ne se propage à leurs maisons et à une enceinte avec des réservoirs de kérosène dans une station-service voisine, appellent les pompiers qui arrivent très rapidement et éteignent l'incendie. La structure de la synagogue n'a heureusement pas souffert. Une enquête de la Gestapo indique que les membres de la communauté juive auraient enflammé le feu eux-mêmes.
Pendant la Seconde Guerre mondiale, la synagogue est utilisée pour stocker les décors du théâtre municipal, tandis que le bâtiment de l'école juive est occupé par l'état-major de l'armée de l'air. La coupole de la synagogue sert de poste d'observation pour l'artillerie de défense antiaérienne.

### Après 1945
Après 1945, les bâtiments sont restitués à la communauté juive. Les bâtiments administratifs sont utilisés depuis 1958 comme centre culturel avec un jardin d'enfants, un espace de classes et une salle de fête. En 1964, la petite synagogue est de nouveau inaugurée et des offices sont tenus par la communauté juive. Dès 1965, le président de la communauté, Julius Spokojny s'efforce d'effectuer la rénovation complète de la synagogue. Celle-ci est confiée à l'architecte juif Hermann Guttmann (1917-1977). Les travaux ne commencent qu'en 1975 pour se terminer en 1985 et coûtent 4,5 millions de Deutsch Marks.
En 1970, la communauté ne comprend plus que 229 personnes composée d'anciens résidents, et de survivants des camps de concentration.
Le 1er septembre 1985, la synagogue est de nouveau inaugurée par un office en présence de plus de 120 membres de l'ancienne communauté d'Augsbourg venus du monde entier. Simultanément le musée culturel juif ouvre ses portes dans une partie du bâtiment. Ce dernier est amplement rénové en 2005/06 et rouvre ses portes le 7 novembre 2006.
Vers les années 1990, le nombre de juifs à Augsbourg augmente rapidement en raison de la venue massive d'émigrés en provenance de l'ancienne Union soviétique. En 2006, la communauté s'élève à environ 1 800 personnes.

## Galerie

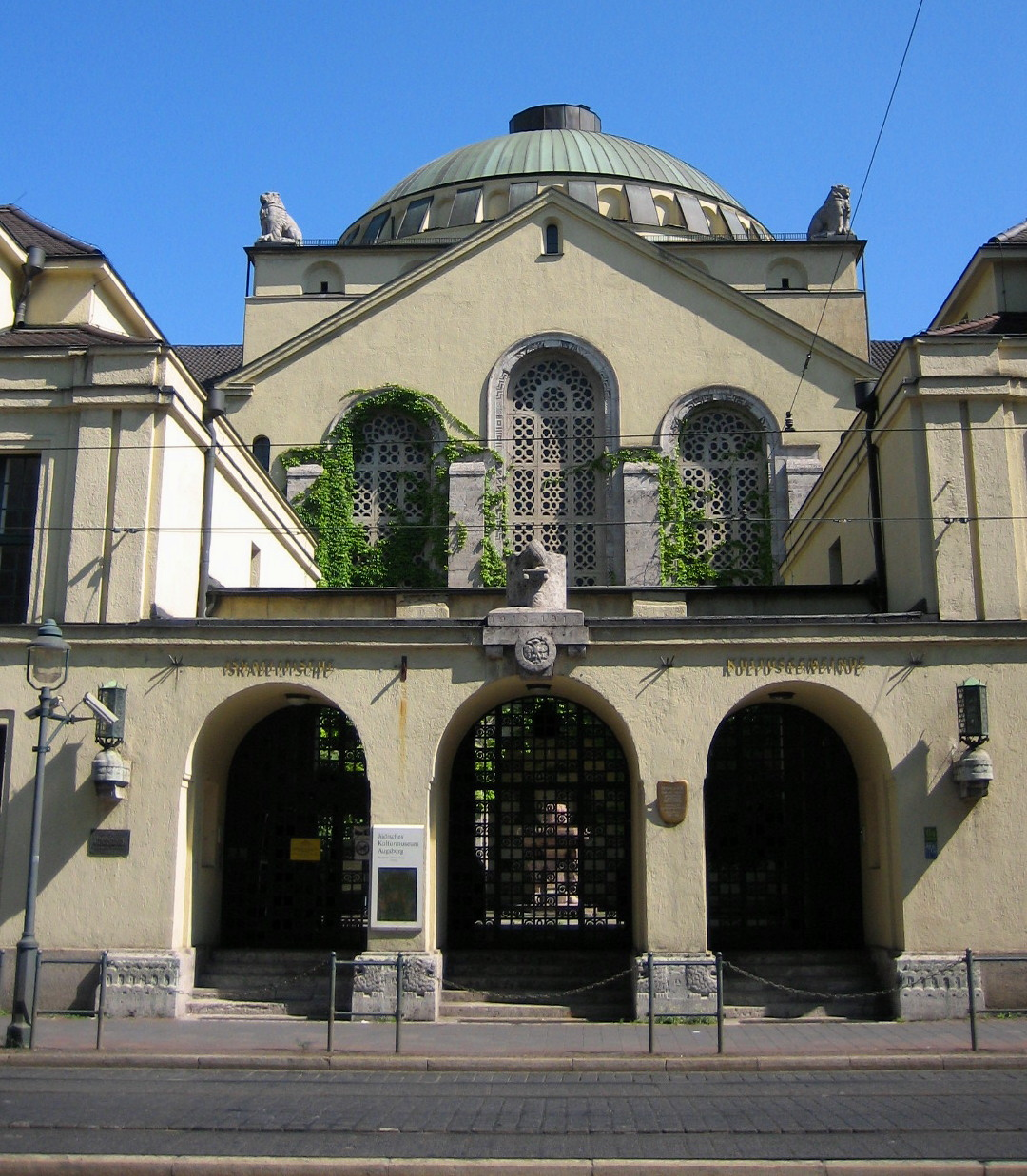
Entrée de la synagogue.
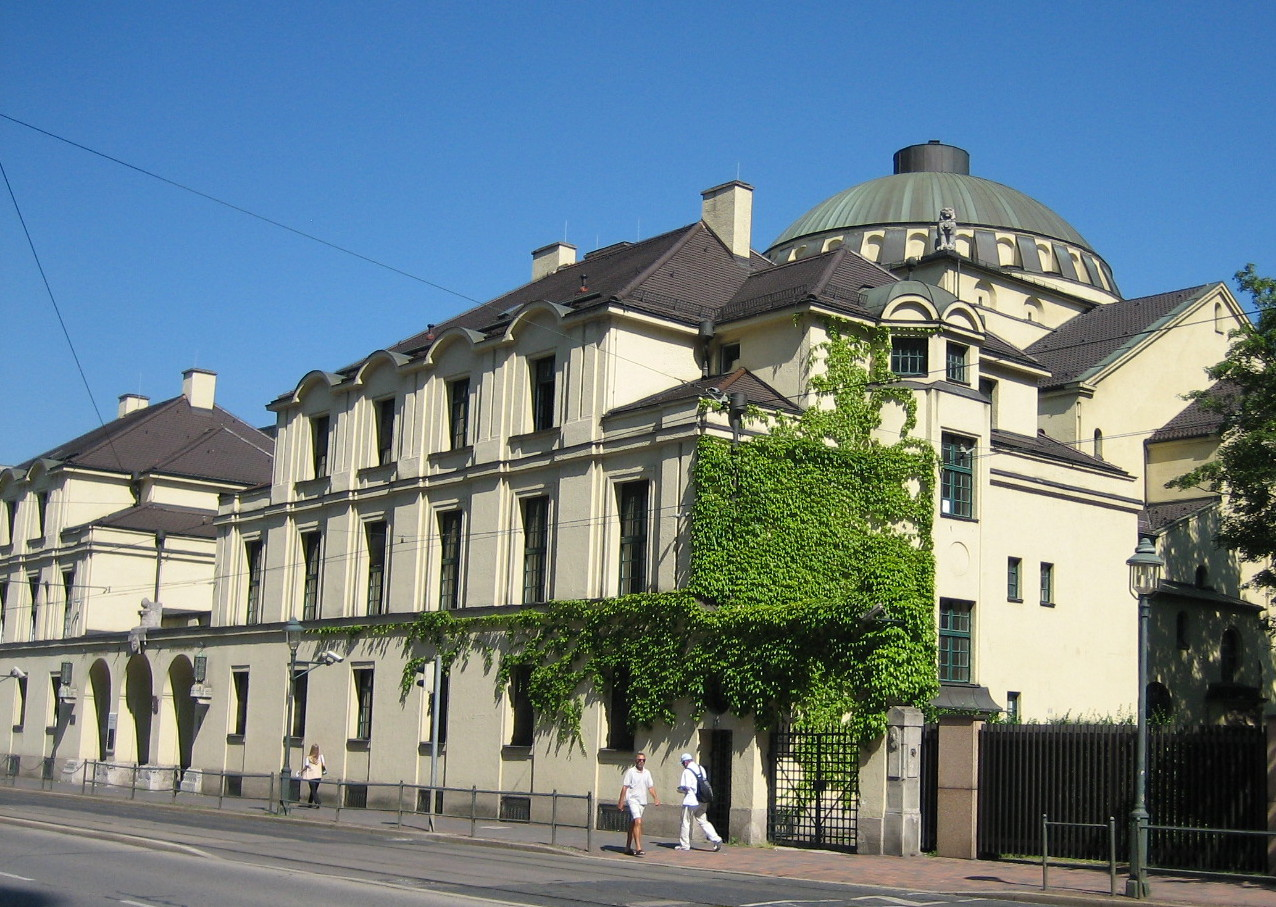
Synagogue d'Augsbourg.